# Zè
Zè es una comuna beninesa perteneciente al departamento de Atlantique.
En 2013 tiene 106 913 habitantes, de los cuales 16 903 viven en el arrondissement de Zè.
Se ubica en el noreste del departamento. En la localidad se encuentra el Bosque sagrado de Zannoudji, que perteneció al Reino Aïzo. La etnia que habita la ciudad y alrededores es la aïzo.

## Subdivisiones
Comprende los siguientes arrondissements:
- Adjan
- Dawé
- Djigbé
- Dodji-Bata
- Hékanmè
- Koundokpoè
- Sèdjè-Dénou
- Sèdjè-Houégoudo
- Tangbo-Djevié
- Yokpo
- Zè